# Certificat de Patriota

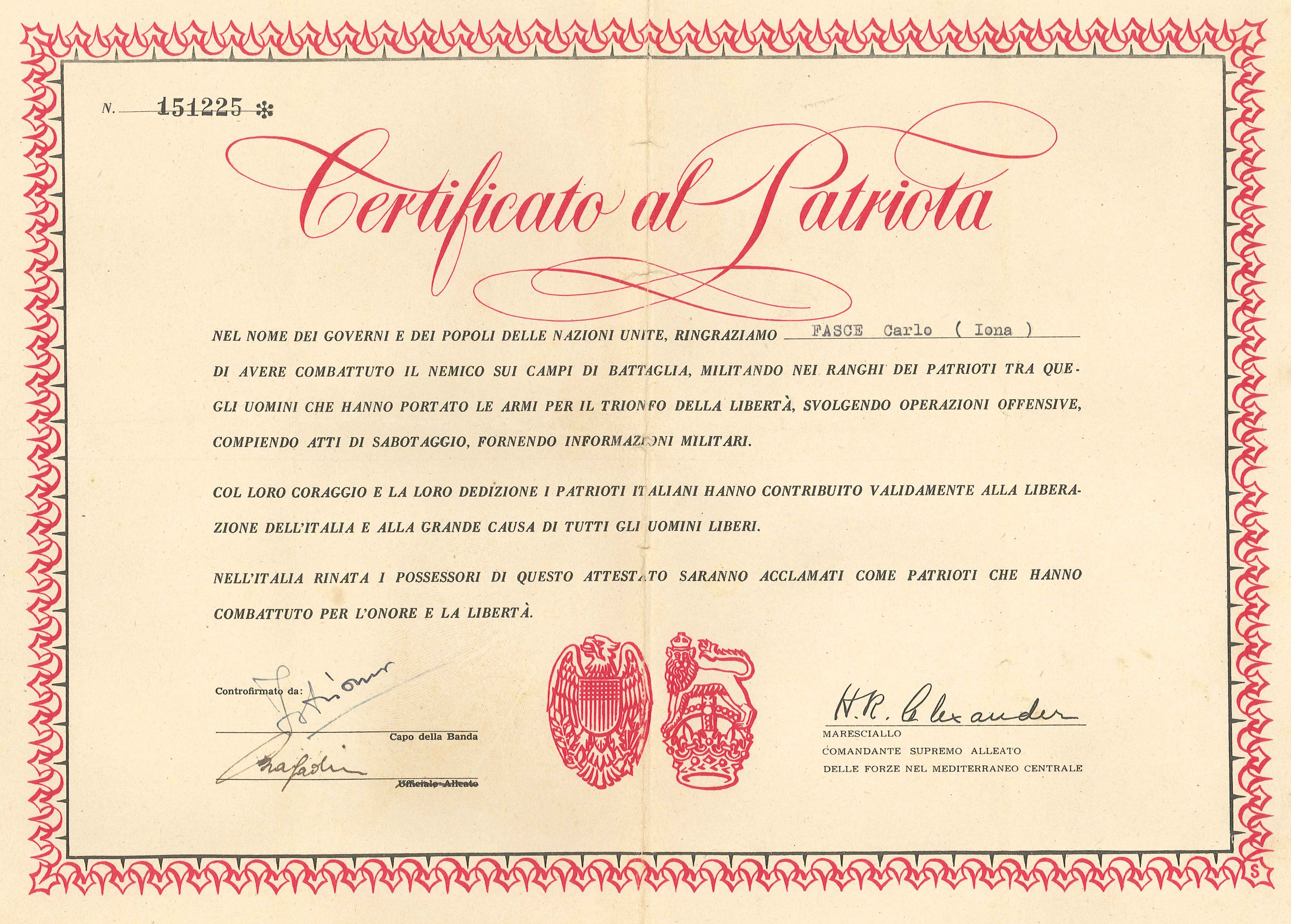
El Certificat de Patriota lliurat als partisans italians després de la Segona Guerra Mundial

El Certificat de Patriota és un document lliurat als partisans italians després de la Segona Guerra Mundial.
Es coneix també com la Llicència d'Alexander, pel nom de Mariscal Harold Alexander, comandant dels Aliats de la Segona Guerra Mundial a Itàlia.
Va ser concedit per primera vegada pel mateix Alexander, a partidistes de Nello Iachini que en aquest 26 d'agost de 1944 van salvar la vida del Mariscal i del primer ministre britànic Winston Churchill durant una visita d'aquest últim a Itàlia.
Entre els que van rebre el certificat, Raffaele Cadorna Junior, el general italià que va combatre durant la primera i la Segona Guerra Mundial i és famós per ser un dels comandants de la Resistència italiana contra les forces alemanyes d'ocupació al nord d'Itàlia després de 1943.

## Text
"En nom dels governs i dels pobles de les nacions unides, agraïm a [NOM I pseudònim] per haver combatut a l'enemic en els camps de batalla, en les files dels Patriotes i dels homes que empunyar les armes pel triomf de la Llibertat, desenvolupant operacions d'atac, amb actes de sabotatge o facilitant informació militar. Amb el seu coratge i amb el seu valor, els patriotes italians van contribuir en gran manera a l'alliberament d'Itàlia ia la gran causa de tots els homes lliures. la Itàlia renascuda, els que porten aquest certificat seran aclamats com patriotes que van lluitar per l'honor i la llibertat ".